# Noalejo
Noalejo – gmina w Hiszpanii, w prowincji Jaén, w Andaluzji, o powierzchni 49,66 km². W 2011 roku gmina liczyła 2106 mieszkańców.